# René-Jean Hesbert
René-Jean Hesbert (22 de janeiro de 1899 em Sorel-Moussel - † 5 de março de 1983 em Saint-Wandrille) foi um monge beneditino, musicólogo gregoriano, sobretudo um especialista em manuscritos da área.

## Biografia

### Treinamento
René-Jean Hesbert nasceu em Sorel-Moussel em 22 de janeiro de 1899. Ele é filho de um engenheiro civil e papeleiro.

O CTHS registra informações valiosas. O jovem Hesbert obteve seu diploma em matemática em 1921.

### Abadia de Saint-Pierre de Solesmes

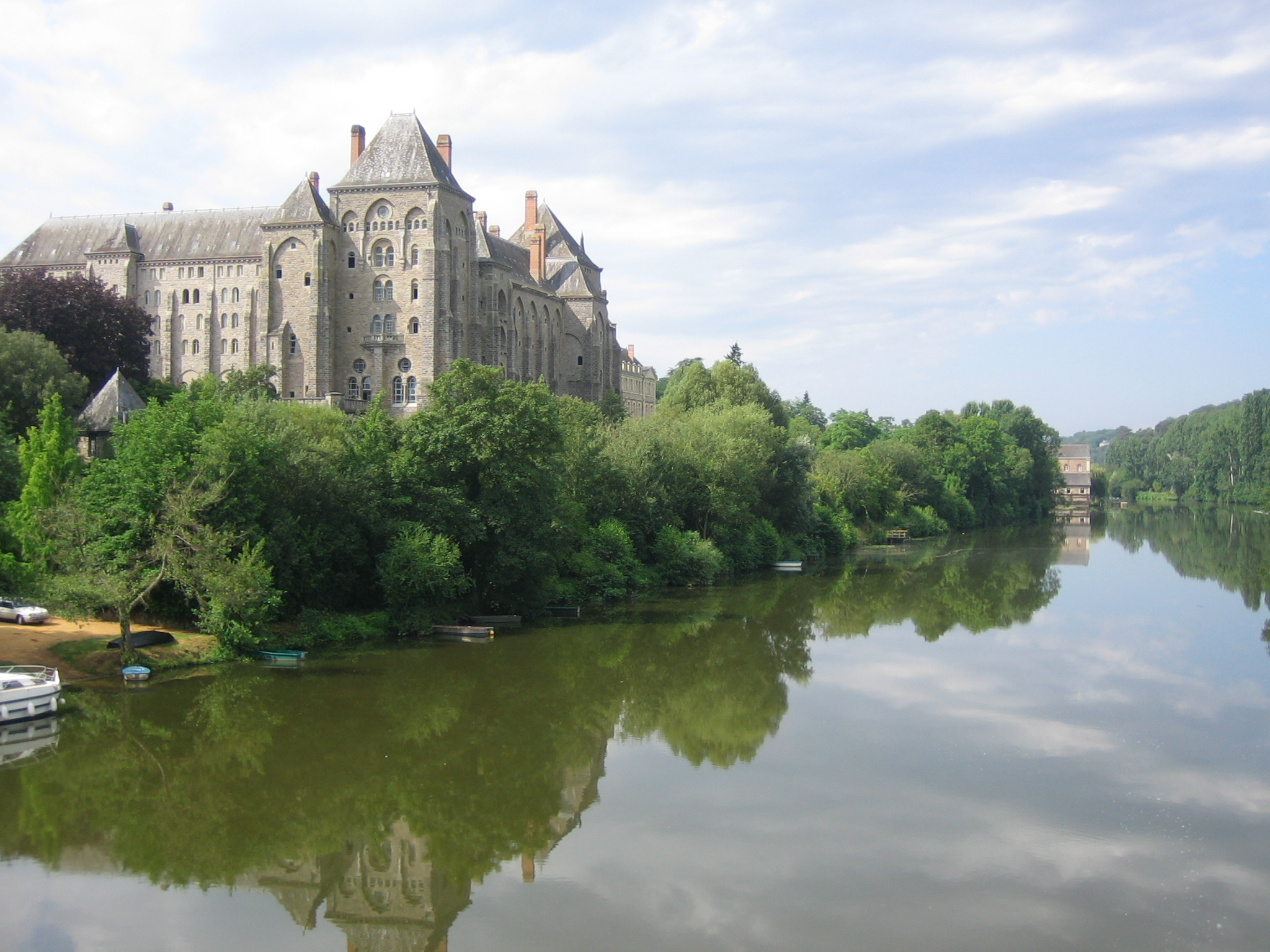
René-Jean Hesbert chegou à abadia de Saint-Pierre de Solesmes em 1922

René-Jean Hesbert escolheu uma vida dentro da Abadia de Saint-Pierre de Solesmes no ano seguinte, em 1922. Por isso, ele se autodenominou monge de Solesmes, até sua morte, mesmo depois de se mudar para a Normandia.
Se é difícil precisar a data, este jovem monge foi o responsável pelo apoio à oficina de Paléographie musicale, provavelmente na década de 1920.
Foi ordenado sacerdote em 1929.
Na década de 1930, ele apoiou regularmente a Revue grégorienne com vários artigos, que são citados até mesmo em estudos recentes hoje  .
Em 1935 publicou o Antiphonale missarum sextuplex, sua primeira obra monumental, em uma edição de Bruxelas, Vromant.
Este homem de ciência também foi capaz de escrever a vida espiritual. Assim, publicou em 1940 Le problème de transfixion du Christ dans les traditions: biblique, patristique, iconographique, liturgique et musicale em Desclée. E ele nunca desistiu deste domínio até sua morte.
No entanto, a Segunda Guerra Mundial prejudicou consideravelmente os estudos de Dom Hesbert. Se já era o maior especialista em manuscritos gregorianos da época, não hesitou em deixar a abadia, como oficial de artilharia. Mas, em maio de 1940, ele infelizmente foi cativado e trancado nos edifícios da Feira de Lille . Embora ele pudesse retornar à abadia em 1941 ou 1942, a maioria dos monges na oficina ainda permanecia prisioneira. A equipe contava apenas com dois monges, o diretor Dom Gajard e seu secretário Dom Pierre Combe. Nenhum estudo ou publicação foi possível  .
Apesar desse período difícil, Dom Hesbert começou novamente a se dedicar aos 150 antifonários que consultava desde o volume XIV da Paléographie, estabelecendo seu próprio método de classificação crítica dos manuscritos .

### Abadia de Saint-Wandrille de Fontnelle

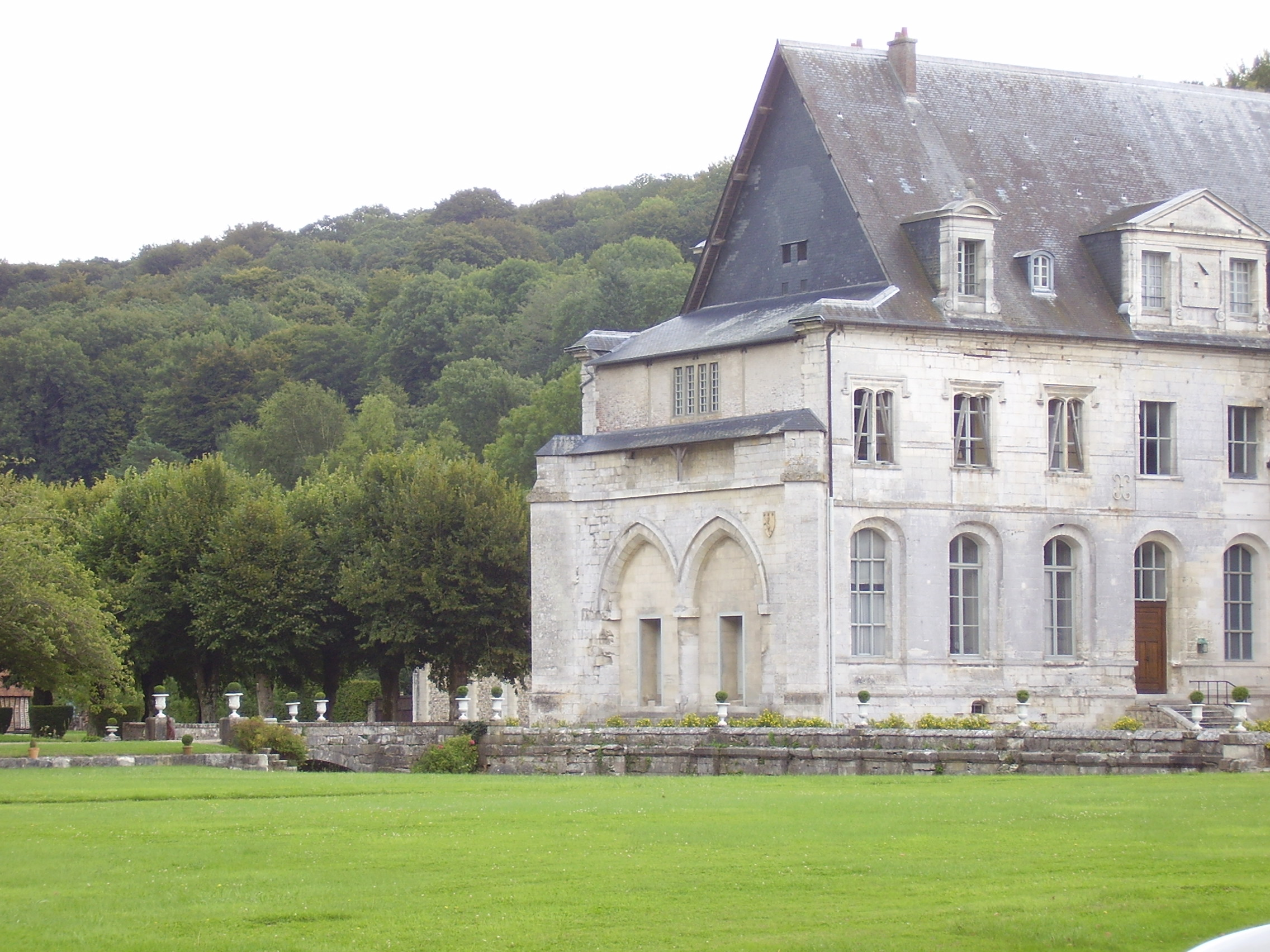
Abadia de Saint-Wandrille

Quando a guerra acabou, um dos estabelecimentos da Congregação de Solesmes, a abadia de Saint-Wandrille de Fontenelle, ainda passava por um período difícil, devido aos danos consideráveis. Em particular em 1944, sofre um sério bombardeio. A fim de restaurar e efetivamente revitalizar a vida monástica lá, Dom Hesbert foi enviado para Saint-Wandrille em agosto de 1947  ,  .
Este musicólogo foi nomeado maestro do coral, graças ao qual a comunidade se beneficiou de seu profundo conhecimento. Ele manteve esta função até sua morte.
Mesmo depois de ter deixado o mosteiro de Solesmes, ele continuou a apoiar o Workshop de Paléographie com sua orientação. De fato, também em 1947, Higino Anglès, um musicólogo gregoriano espanhol, tornou-se diretor do Pontifício Instituto de Música Sacra de Roma  . Uma vez que o abade de Solesmes Dom Germain Cozien enviou Dom Hesbert para Saint-Wandrille e depois 20 monges para a Abadia de Notre-Dame de Fontgombault, a abadia carecia de funcionários. No ano seguinte, 1948, em visita a Solesmes, Monsenhor Anglès propôs a Dom Cozien seu projeto, a redação de um novo gradual do Vaticano em edição crítica. Não havia escolha para o padre Cozien. Se ele tivesse recusado, todos os manuscritos e fotos teriam sido transferidos para Roma e a oficina teria desaparecido  . Por isso Dom Hesbert teve que ajudar seus ex-colegas. Seu conselho, especialmente sua técnica de preparar agrupamento de manuscritos, foi inestimável  .
Em 1950, participou do Congresso Internacional de Música Sacra de Roma, organizado pelo Monsenhor Higino Anglès. Ele apresentou seus dois assuntos: Groupes neumatiques à signification mélodique, bem como Les Pièces de chant des séries Pro defunctis dans la tradition manuscrite.

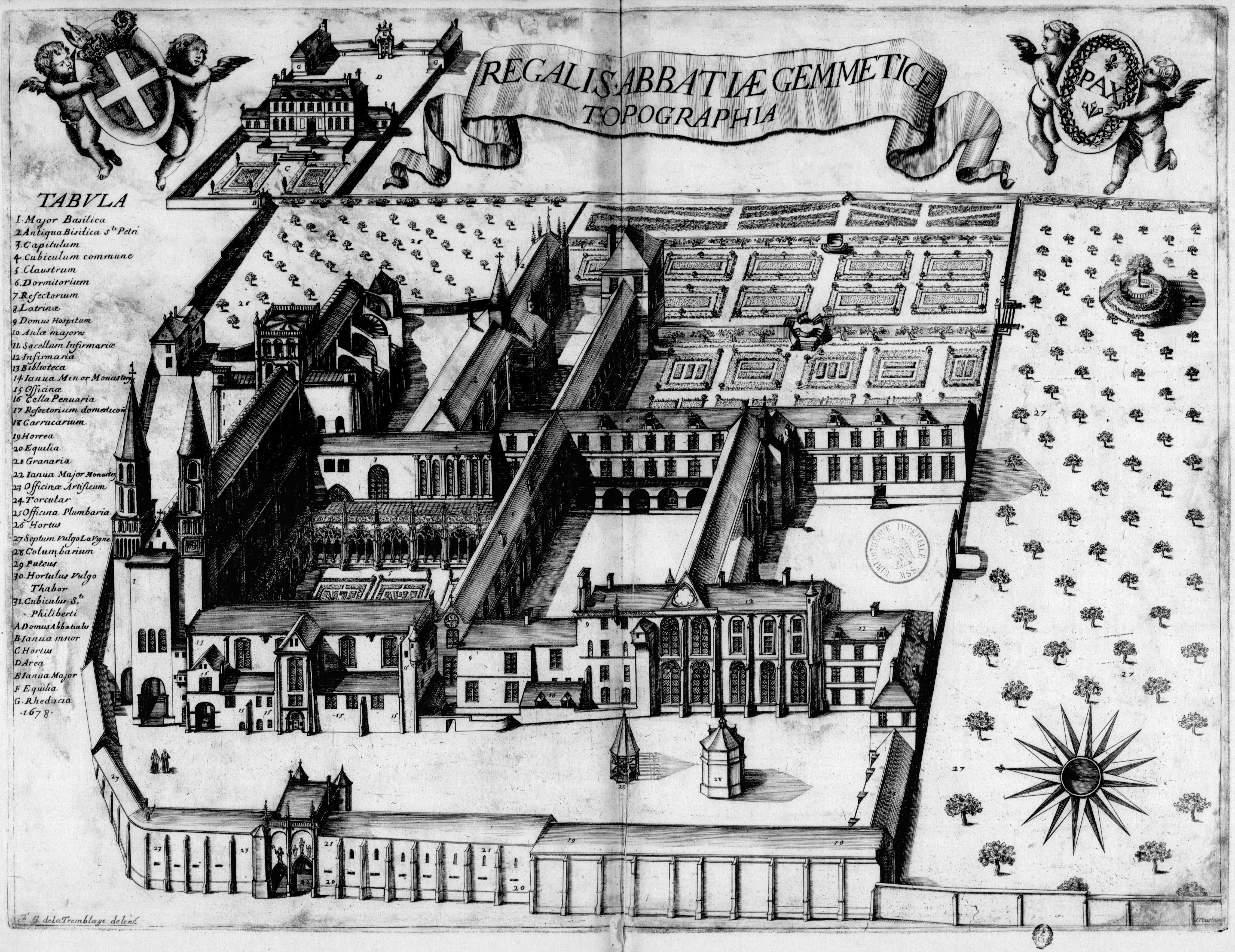
Abadia de Jumièges, fundada em 654. Em junho de 1954, Dom Hesbert participou do Congresso Científico do 13º centenário da Abadia de Jumièges, celebrado em Rouen

A viagem de Dom Hesbert deu-lhe um rico material novo. Em 1954, ele deixou Manuscrits musicaux de Jumièges, relacionados a St. Wandrille e no 13º centenário da fundação da Abadia de Jumièges. A favor desta obra, Dom Hesbert consultou todos os 400 manuscritos mantidos na Biblioteca Municipal de Rouen. Além disso, foi publicado como o volume II da coleção Monumenta musicæ sacræ, uma colaboração com uma edição de qualidade em Mâcon, Protat frères. Essa coleção se destacou, assim como a Paléographie musicale, por seu colótipo. Com este tomo, o musicólogo apresentou em detalhes a transição marcando o canto litúrgico entre os séculos X e XIV nesta região.

Musicólogo de renome, é provável que o gregorianista apoiasse voluntariamente vários congressos como o de Jumièges. Assim, em 1955, ele expressou sua colaboração com Clovis Brunel († 1971) a favor do Congresso planejado para 1957 em Saint-Riquier .
| “ | Jumièges qui n'avait pas joué au cours des âges un rôle de premier plan était une matière relativement inexplorée pour tous les éminents spécialistes venus, à l'appel de dom Hesbert, au Congrès du XIII×10{{{1}}} centenaire. | ” |

Depois, em 1959, a Academia Francesa concedeu-lhe o Prêmio Saintour, pelo livro Les Conférences ascétiques et Perfection du chef, de Dom Martin et Science et Sainteté, de Dom Mabillon. Este é um texto relativo aos beneditinos espirituais do Grande Século, segundo o manuscrito Fr. 17105 na Biblioteca Nacional da França, acompanhado de um prefácio e notas. Sua abadia obteve facilmente 20.000 francos graças a ele.

### Publicações de qualidade ininterrupta
Em 20 de outrubro de 1962, ele foi recebido, como um membro, para a Académie des sciences, belles-lettres et arts de Rouen.
Antes da sua morte, este excepcional musicólogo concluiu, entre 1963 e 1979, outra publicação distinta, Corpus antiphonalium officii, composta por seis volumes. A edição de Herder em Roma lançou esses volumes como a série Rerum ecclesiasticarum documenta. Esses são os que ninguém foi capaz de fazer antes. Ao dominar 800 manuscritos (mais precisamente, 633 breviários, 150 antifonários e 16 ordinários, ou seja 799  ), segundo Emmanuel Poulle, “quase monstruoso”, Dom Hesbert conseguiu publicar um enorme catálogo de antífonas gregorianas, tesouro da liturgia monástica medieval, e perfeitamente no estilo de edição crítica. A partir de então, o CAO passou a ser uma obra sempre consultada para as edições de canções dos escritórios. Acima de tudo, após a reforma do Concílio Vaticano II, seus compiladores se beneficiaram desta publicação, em favor dos textos da nova Liturgia Horarum ( Liturgia das Horas )  . Embora ele inicialmente tenha imaginado uma edição crítica restaurada do antifonário carolíngio, ela não foi concluída. Mas, os volumes V e VI foram uma preparação de materiais  .
Ao publicar esta publicação monumental, este musicólogo descobriu que apesar de uma imensa uniformidade do canto gregoriano até o Renascimento, existem dois grupos de manuscritos gregorianos, "leste e oeste" ou "germânico e latino".
Além disso, quando ele publicou o Antiphonale missarum sextuplex em 1935, quase ninguém entendeu corretamente o valor dos manuscritos gregorianos sem notação. Após a reimpressão por Herder em 1967, foi surpreendente, até mesmo para o autor, que esta obra se esgotou muito rapidamente. Como, em nossos dias, a importância do texto autêntico certamente se tornou indiscutível devido à composição gregoriana segundo o texto, sempre há necessidade das obras de Dom Hesbert, a favor de estudos, edições e tudo o mais.
Mesmo depois de seu último trabalho monumental, este monge nunca parou de estudar e deixar livros.
Dom René-Jean Hesbert morreu em Saint-Wandrille em 5 de março de 1983.

## Obras

### Canto gregoriano
- 1935: Antiphonale missarum sextuplex, Vromant, Bruxelles (reimpressão em 1967, em Herder, Roma)

Estes são os manuscritos mais antigos do canto gregoriano sem notação. Hoje em dia, este trabalho é fundamental para verificar a autenticidade de um canto gregoriano.
- 1963 - 1979: Corpus antiphonalium officii na série Rerum ecclesiasticarum documenta n ° 7 - 12, Herder, Roma[16]

1. volume I, Manuscripti cursus romanus, 448 p., 1963
2. volume II, Manuscripti cursus monasticus, 828 p., 1965
3. volume III, Invitatoria et antiphonæ, 552 p., 1968
4. volume IV, Responsoria, versus, hymni et varia, 528 p., 1970
5. volume V, Fontes earumque prima ordinatio, 528 p., 1975
6. volume VI, Secunda et tertia ordinationes, 418 p., 1979

Edição crítica de um catálogo real de manuscritos medievais do antifonário gregoriano, ou seja, 800 manuscritos.
As abreviaturas AMS e CAO são normalmente utilizadas nas publicações.

### Paleografia musical
- Paléographie musicale, Volume XIV, Le Codex 10673 de la Bibliothèque Vaticane, fonds latin, Graduel bénébentain (xie siècle), Desclée et Cie., Tournai 1931

 (texto e tabelas de Dom Hesbert, após a morte de Dom André Mocquereau em 1930) [17]

 reimpressão disponível, Abbaye Saint-PierreISBN 978-2-85274-163-8  455 p.

### ColeçãoMonumenta musicæ sacræ
- 1952 (I) : Le prosaire de la Sainte-Chapelle, manuscrit du chapitre de Saint-Nicolas de Bari, Protat frères, Macôn, 112 pages et 152 planches
- 1954 (II) : Les manuscrits musicaux de Jumièges, Protat frères, Mâcon, 104 pages et 100 panches
- 1961 (III) : Le prosaire d'Aix-la-Chapelle, manuscrit du chapitre d'Aix-la-Chapelle (XIIIe siècle, début), Imprimerie Rouennaise, Rouen, 107 pages et 99 planches
- 1970 (IV) : Le tropaire-prosaire de Dublin, manuscrit add. 710 de l'université de Cambridge, ouvrage publié avec le concours du Centre national de la recherche scientifique, Imprimerie Rouennaise, Rouen, 124 pages [lire en ligne (partiellement)]
- 1981 (V) : Le graduel de Saint-Denis, manuscrit 384 de la Bibliothèque Mazarine de Paris (XIe siècle), Nouvelles Éditions Latines, Paris, 33 pages et 291 planches

| “ | Avec l'édition de ce graduel, reproduit — au moins pour la justification — dans le format de l'original, dom Hesbert léguait en quelque sorte son testament, qu'il dédiait à la mémoire de Suger, constructeur de Saint-Denis. | ” |

— Marie-Noël Colette (1985)

### Outros livros
- 1940 : Le problème de la transfixion du Christ dans les traditions : biblique, patristique, iconographique, liturgique et musicale, Desclée, Tournai 211 p.[5]
- 1952 : avec Émile Bertaud, Assomption de Notre-Dame, Plon, Paris, 429 p.[8]
- 1956 : Les Conférences ascétiques et Perfection de chef, du Dom Martin et Science et Sainteté, de Dom Jean Mabillon, 2 tomes, Alsatia, Paris [lire en ligne (partiellement)]
- 1960 : Monsieur Vincent, maître de vie spirituelle, par Dom René-Jean Hesbert, d'après ses Conférences, Alsatia, Paris, 205 p,.
- 1980 : Bossuet, écho de Tertullien, Nouvelles Éditions Latines, Paris, 186 p.
- 1981 : Çà et là, dans les œuvres de Louis Veuillot, Nouvelles Éditions Latines, Paris ISBN 2-7233-0151-6 199 p., [lire en ligne (partiellement)]

## Distinção
- 1959 : Academia Francesa, Prêmio Saintour para as Les Conférences ascétiques et Perfection du chef, de Dom Martin et Science et Sainteté, de Dom Jean Mabillon[18]

### Lista de publicações online
- Institut de recherche et d'histoire des textes : Autor René-Jean Hesbert